# Митець
Мите́ць, мистки́ня — людина, яка займається творчою діяльністю в будь-якому виді мистецтва (професійно або як народний митець чи мисткиня). Це практик одного або кількох видів творчого мистецтва, особа, яка займається діяльністю, пов'язаною зі створенням мистецтва. Цей описовий термін вживають щодо тих, хто займається мистецтвом або створює витвори мистецтва, особливо якщо вони займаються цим як професією. Часто це стосується насамперед візуальних художників, іноді конкретно тих, хто малює. Однак багато митців працюють у кількох різних сферах мистецтва, наприклад, як художник-мультиплікатор, графік, фотограф, режисер, акціоніст-виконавець, музикант або скульптор. Деякі художники працюють зі спеціальними матеріалами, такими як кераміка, дорогоцінні метали або текстиль. Це особа, яка активно працює в кількох різних культурних сферах одночасно, наприклад, як актор, образотворчий художник і письменник. Це людина, яка займається мистецтвом, можливо, як професією. За доби Ренесансу слово «митець» мало дуже широке значення, — це був художник, архітектор та науковець в одній особі.
Як правило, митці — це поети, художники, актори та музиканти. Митці й мисткині створюють картини і музику, скульптури й незвичайні будівлі, танцюють, співають, грають на музичних інструментах і ін. 
Митець це той, хто використовує свої творчі таланти для створення мистецтва. Сьогодні цей термін вживають щодо практиків, які займаються будь-яким видом мистецтва: образотворчим мистецтвом, музикою, літературою, театром чи сценічним мистецтвом, кіно та фотографією, та створюють продукти художньої творчості, знані як твори чи витвори мистецтва. 
Митець створює художні образи, розраховані на різні типи сприйняття: зорове,  слухове та інші. Мистецтво це творення образів. 
Різниця між художньою діяльністю та ремеслами є мінливою. Вирішальним може бути ступінь оригінальності художньої ідеї, дизайну, виконання чи репрезентації. Так само не завжди можна чітко визначити межу «корисної» технології.
Крім суто незалежних художників, клієнтами мистецької роботи є приватні особи та часто державні установи, церкви, компанії або меценати, іноді через спонсорські нагороди та стипендії. Крім того, митець також може бути найнятим на постійній основі (постановники драми, професійні музиканти та історично також придворний художник).
Слово «митець» загалом означує людину, діяльність якої виражається в галузі мистецтва.
У ширшому розумінні митець — це особа, яка виражає свою особистість за допомогою засобів, які можуть бути фігуративним або виконавським мистецтвом. Слово також вживають як синонім до творчого.

## Освіта
Ступінь здатності бути митцем часто стереотипно вимірюється на основі навчання. Мистецтво в класичному розумінні, найімовірніше, викладають в університетах або художніх коледжах, тоді як комерційні, прагматичні аспекти мистецтва частіше викладають в технічних коледжах. У ширшому плані, однак, професійна підготовка не відіграє жодної ролі; на мистецькій сцені є багато художників-самоучок. Кого розглядати як митця, вирішальним чином залежить від переважаючої або індивідуальної концепції мистецтва.

## Сучасне мистецтво
У сучасному мистецтві митців, визнаних у міжнародному світі мистецтва, не можна звести до традиційних жанрів мистецтва. Їхня роль змінюється через міждисциплінарні підходи, через посилання на гуманітарні та природничі науки, через нові форми мистецтва в нових медіа, і через постійні зміни на артринку та в артбізнесі. Література, кіно, музика, театр і образотворче мистецтво зливаються одне з одним у нових медіа, і межі між «чистим мистецтвом», ангажованим мистецтвом і арткомерцією є проникними.
Які твори та художники популярні на артринку, залежить від багатьох факторів. Лише художні та мистецтвознавчі якості не завжди є вирішальними. Медійна репрезентація художника та його мистецтва може значно вплинути на оцінку. Ось чому художники часто працюють разом із професійними посередниками, як-от артдилери, власники галерей і культурні менеджери. У таких маркетингових контекстах ім’я художника може стати торговою маркою, а його присутність у ЗМІ – капіталом. Тому орієнтація на відомі імена артистів і їх постійне згадування є однією з особливостей світу мистецтва, подібно до культу зірок у музиці. З іншого боку, існує ідеал бути неупередженим глядачем творів мистецтва та відкривати художника на основі його якості.

## Критики
Критик художника — мистецтвознавець. Найфундаментальнішим критиком митця є його колега-художник, що базується на досвіді, але це  також як вияв конкуренції.
| Рекомендація від ЮНЕСКО: |
| --- |
| «I. Визначення 1. «Митець» означає будь-яку особу, яка створює або дає творче вираження, або відтворює твори мистецтва, яка вважає свою мистецьку творчість невіддільною частиною свого життя, яка таким чином робить внесок у розвиток мистецтва та культури, а також хто є або просить визнати його художником, незалежно від того, пов'язаний він будь-якими трудовими чи асоціаційними відносинами. 2. Світовий «статус» означає, з одного боку, повагу, яку надають митцям, визначеним вище, у суспільстві на основі важливості, що приписується ролі, яку вони покликані відігравати в ньому, та, на основі з іншого боку, визнання свобод і прав, включаючи моральні, економічні та соціальні права, з особливою увагою до доходів і соціального забезпечення, якими повинні користуватися митці. Ця Рекомендація застосовується до всіх художників, як визначено в пункті 1.1, незалежно від дисципліни чи форми мистецтва, яким займаються такі художники. До них належать, серед іншого, усі творчі діячі та автори за значенням Всесвітньої конвенції про авторське право та Бернської конвенції про охорону літературних і художніх творів, а також виконавці та перекладачі за значенням Римської конвенції про охорону виконавців, продюсерів фонограм і організацій мовлення». |

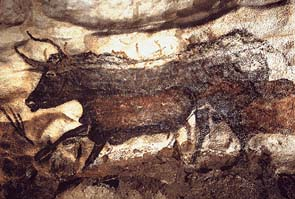
Первісне мистецтво. Печера Ласко, Франція
А.Базилевич. Ілюстрація до поеми І. Котляревського «Енеїда». Книжкова графіка (художнє оформлення книг)
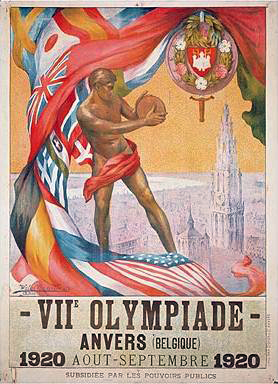
Вальтер ван дер Вен. Плакат до VII Олімпійських ігор (плакатна графіка)
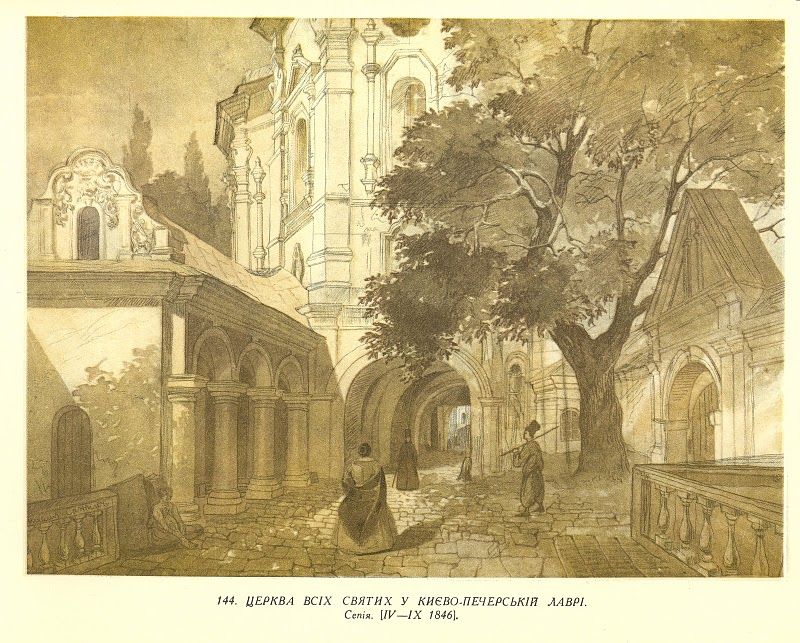
«Церква Всіх Святих у Києво-Печерській лаврі». Т.Г. Шевченко був також талановитим художником. Він чудово володів усіма відомими на той час графічними й живописними техніками.
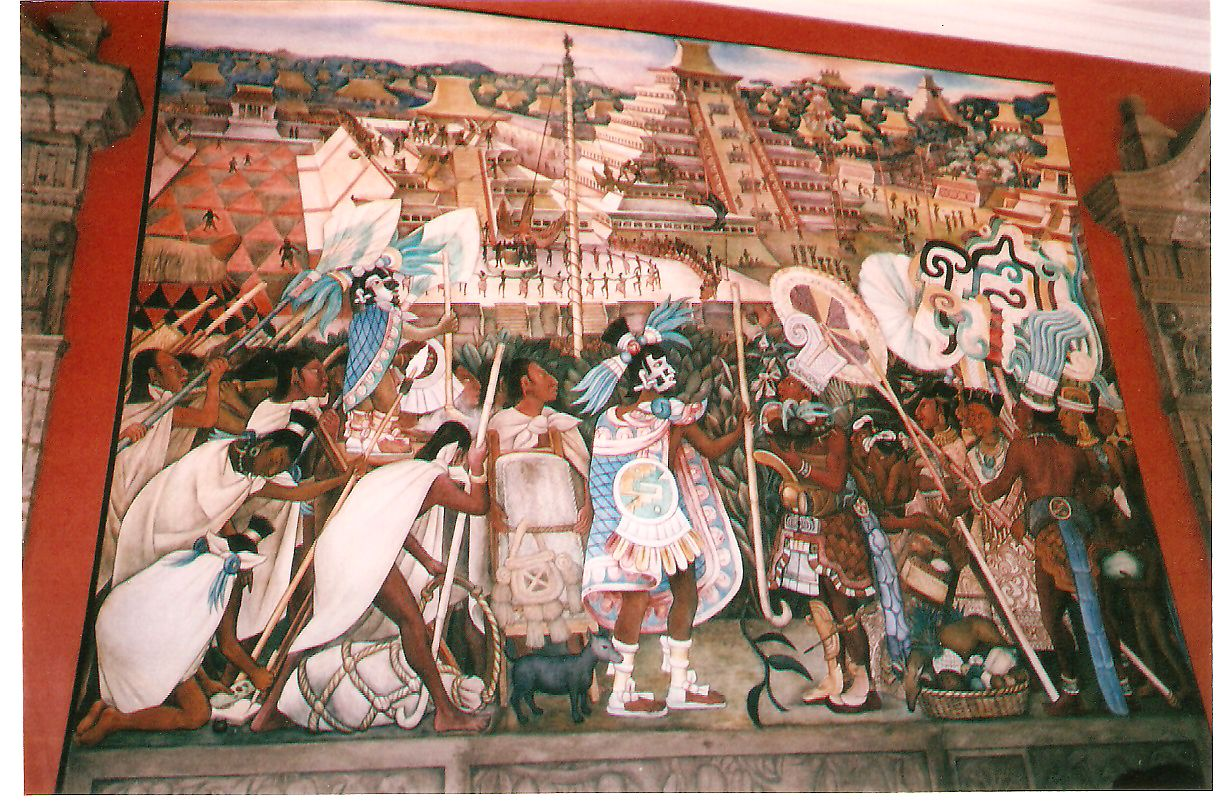
Д. Рівера. Фреска «Історія Мексики». Національний палац у Мехіко, Мексика. (монументальний живопис)
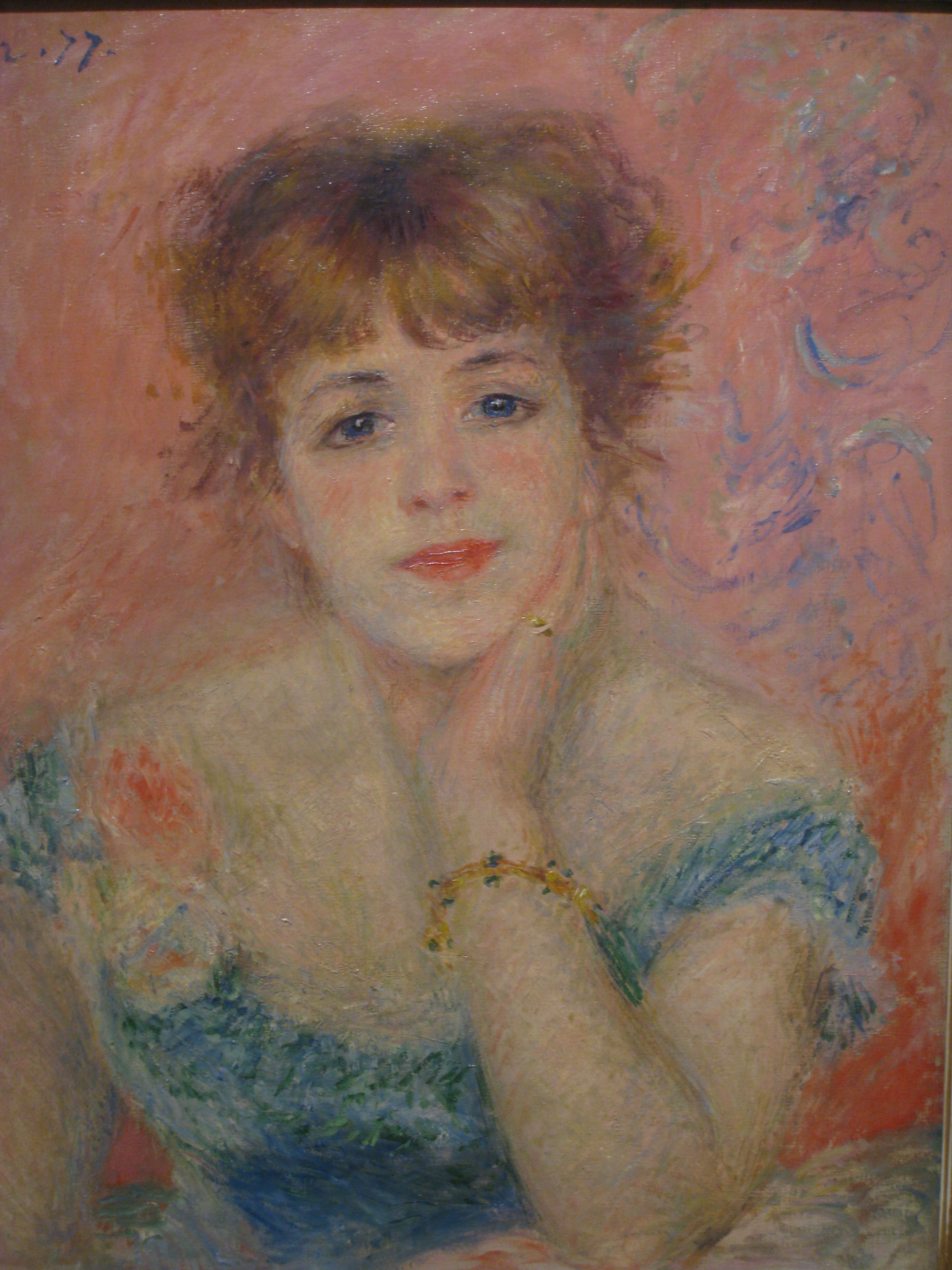
П'єр-Огюст Ренуар Портрет актриси Жанни Самарі.
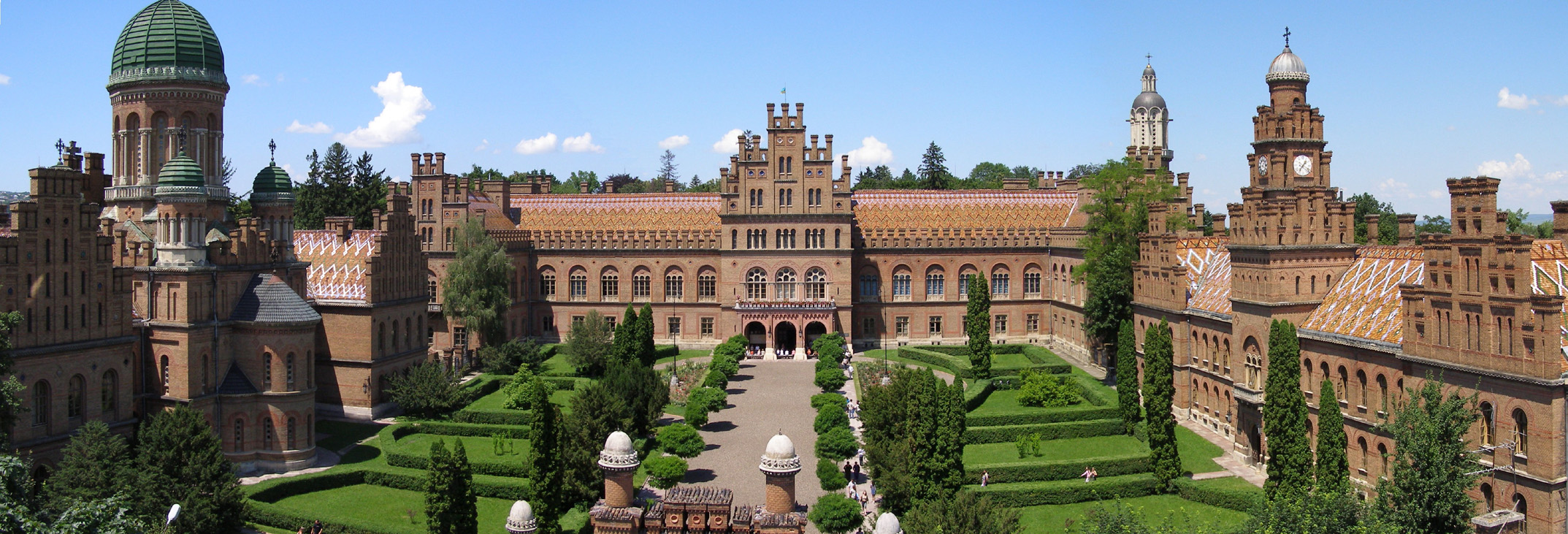
Архітектор Й. Главка. Архітектурний ансамбль Резиденції православних митрополитів Буковини і Далмації (тепер — Чернівецький національний університет ім. Ю. Федьковича)
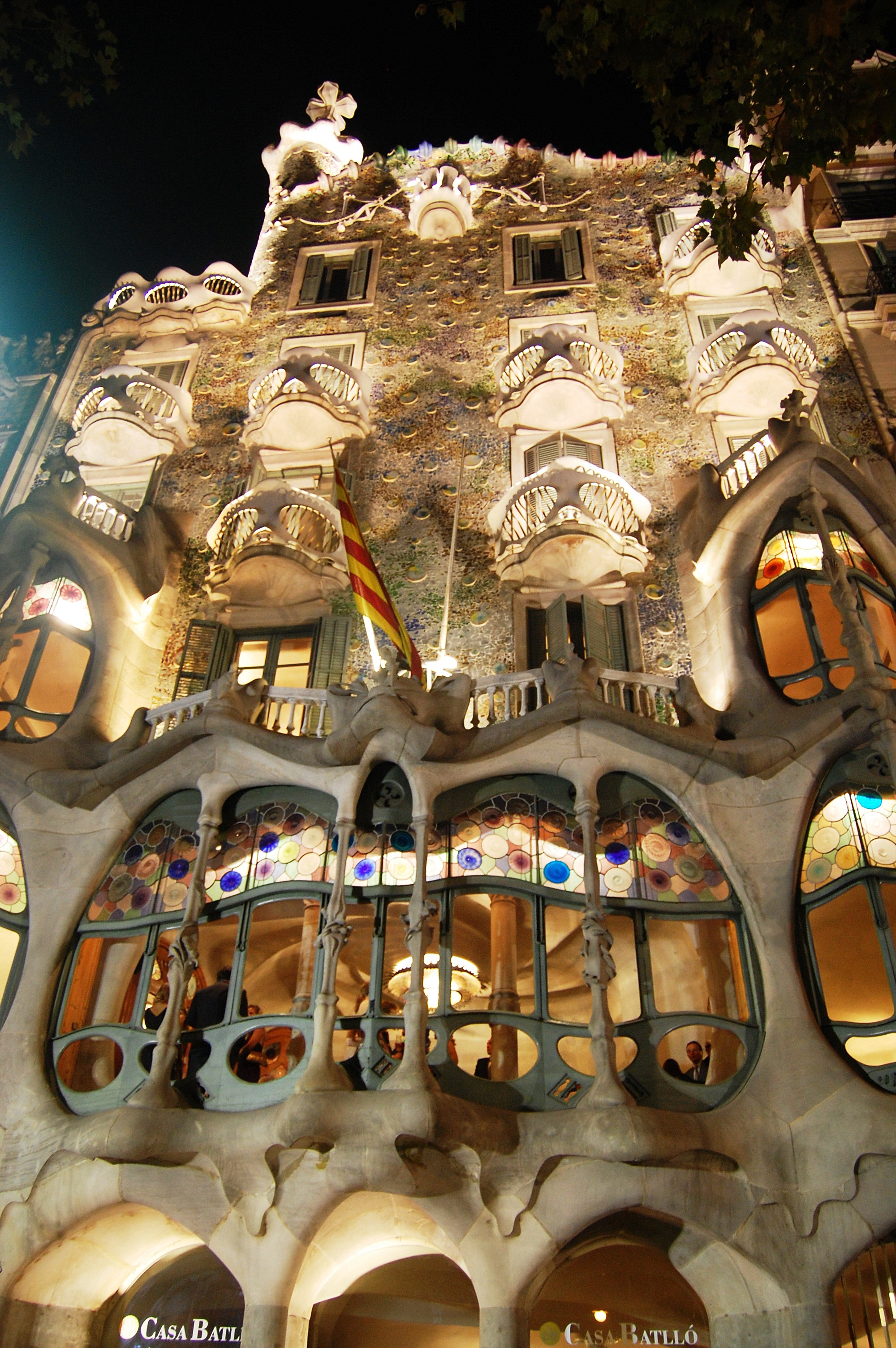
До числа шедеврів сучасної архітектури зараховують будинок Бальо — плід химерної фантазії, що має суто літературне походження.
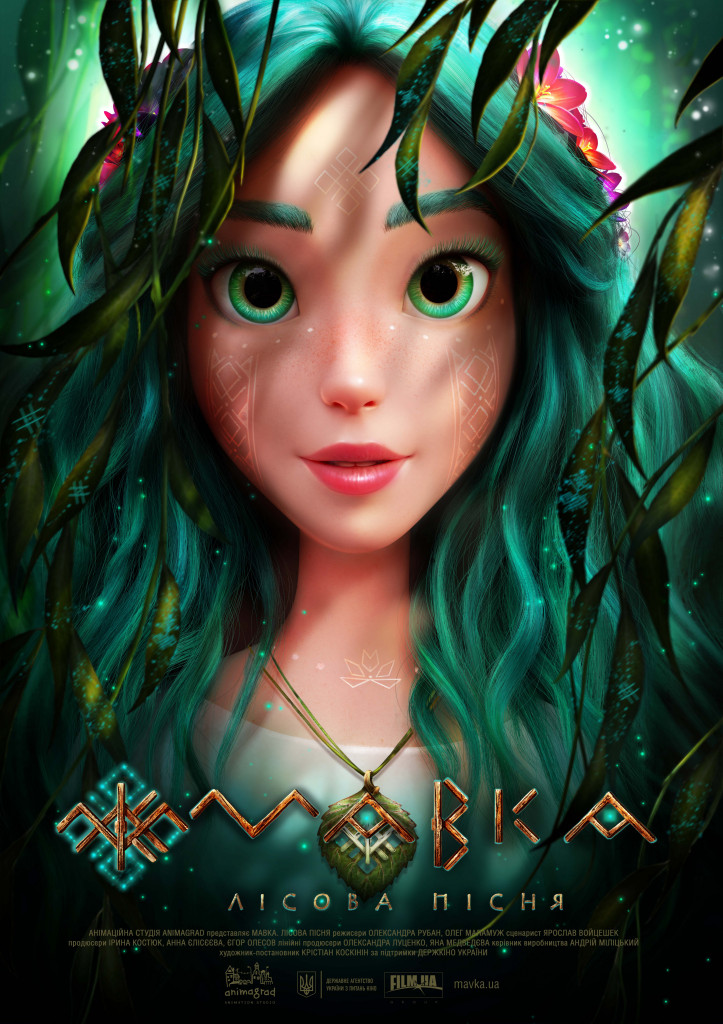
Кадр із мультфільму «Мавка. Лісова пісня» (реж. О. Рубан, О. Маламуж, 2021). Художники-мультиплікатори малюють, ліплять, конструюють образи героїв анімаційних історій.
Кадр із дитячого фільму-фентезі «Тільки диво» (реж. О. Каретник, 2019). Музичний супровід допомагає яскравіше сприймати розвиток подій на екрані. Зазвичай музику до кінострічки створює композитор.
В. Вальтер. Настінне панно з плитки із майсенської порцеляни «Хода князів». Дрезден, Німеччина. (декоративний живопис)